# Bel Canto
Bel Canto (wł. piękny śpiew) – norweska grupa muzyczna założona w 1985 roku. Zespół od samego początku tworzą Anneli Drecker i Nils Johansen. Do 1989 roku towarzyszył im Geir Jenssen.

## Dyskografia
Albumy studyjne
| White-Out Conditions        | - Data: 1987 - Wydawca: Crammed Discs             | — |                    |
| Birds of Passage            | - Data: 1989 - Wydawca: Crammed Discs             | — |                    |
| Shimmering, Warm and Bright | - Data: 22 września 1992 - Wydawca: Crammed Discs | 6 |                    |
| Magic Box                   | - Data: 27 lutego 1996 - Wydawca: Lava, Atlantic  | 1 | - NOR: złota płyta |
| Rush                        | - Data: 22 lutego 1998 - Wydawca: EMI             | 3 |                    |
| Dorothy's Victory           | - Data: 2002 - Wydawca: EMI                       | 2 |                    |
| "—" album nie był notowany. |                                                   |   |                    |

Kompilacje
| Tytuł      | Dane dot. albumu                     | Pozycja na liście |
| Tytuł      | Dane dot. albumu                     | NOR               |
| ---------- | ------------------------------------ | ----------------- |
| Retrospect | - Data: 28 marca 2001 - Wydawca: WEA | 8                 |

## Nagrody i wyróżnienia
| Rok  | Kategoria         | Tytułem                     | Nagroda          | Nota | Źródło |
| ---- | ----------------- | --------------------------- | ---------------- | ---- | ------ |
| 1992 | Pop               | Shimmering, Warm and Bright | Spellemannprisen | Laur | [ 8 ]  |
| 1996 | Beste Gruppe      | Magic Box                   | Spellemannprisen | Laur | [ 8 ]  |
| 1996 | Beste Danceartist | Magic Box                   | Spellemannprisen | Laur | [ 8 ]  |